# 杜德兰维尔
杜德兰维尔（法語：Doudelainville，法語發音：[dudlɛ̃vil]）是法国上法蘭西大區索姆省的一个市镇，属于阿布维尔区。

## 地理
杜德兰维尔（50°0'7"N, 1°46'12"E）面积4.99 平方千米，位于法国上法蘭西大區索姆省，该省份为法国北部沿海省份，北起加来海峡省和北部省，西接滨海塞纳省和大西洋英吉利海峡，南至瓦兹省，东临埃纳省。
与杜德兰维尔接壤的市镇（或旧市镇、城区）包括：弗雷讷蒂洛卢瓦、于皮、利默、圣马克桑、沃-马尔凯讷维尔。

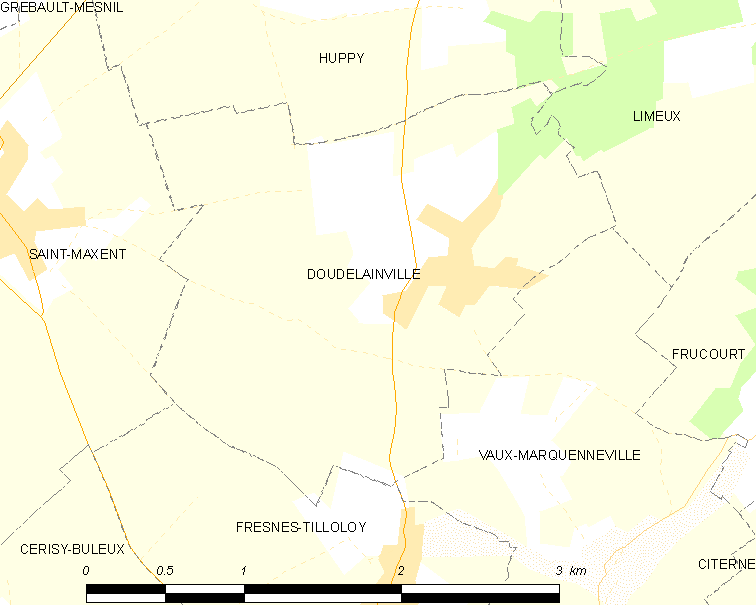
杜德兰维尔的OSM定位图

杜德兰维尔的时区为UTC+01:00、UTC+02:00（夏令时）。

## 行政
杜德兰维尔的邮政编码为80140，INSEE市镇编码为80251。

## 政治
杜德兰维尔所属的省级选区为加马什县。

## 人口

1962-2008年间杜德兰维尔人口变化图示

杜德兰维尔于2022年1月1日时的人口数量为378人。